# Sarah Hildebrandt
Sarah Ann Hildebrandt (Granger, 23 de septiembre de 1993) es una deportista estadounidense que compite en lucha libre.
Participó en dos Juegos Olímpicos de Verano, obteniendo dos medallas, bronce en Tokio 2020 y oro en París 2024, en la categoría de 50 kg.
Ganó cuatro medallas en el Campeonato Mundial de Lucha entre los años 2018 y 2023.

## Palmarés internacional
| Juegos Olímpicos   | Juegos Olímpicos   | Juegos Olímpicos  | Juegos Olímpicos |
| Año                | Lugar              | Medalla           | Categoría        |
| ------------------ | ------------------ | ----------------- | ---------------- |
| 2020               | Tokio (Japón)      | Medalla de bronce | 50 kg            |
| 2024               | París (Francia)    | Medalla de oro    | 50 kg            |
| Campeonato Mundial |                    |                   |                  |
| Año                | Lugar              | Medalla           | Categoría        |
| 2018               | Budapest (Hungría) | Medalla de plata  | 53 kg            |
| 2021               | Oslo (Noruega)     | Medalla de plata  | 50 kg            |
| 2022               | Belgrado (Serbia)  | Medalla de bronce | 50 kg            |
| 2023               | Belgrado (Serbia)  | Medalla de bronce | 50 kg            |